# 靈戲逼人
《靈戲逼人》（英語：Unchained Medley），是香港電視廣播有限公司拍攝製作的時裝靈異喜劇電視劇，由張振朗、龔嘉欣、阮浩棕、劉穎鏇、蔚雨芯、吳子、李成昌、江欣燕、謝雪心、魯振順、阮嘉敏及李日朗主演，監製王偉仁。
此劇以鄉村小村落及粵劇作為劇集背景，講述流行曲音樂人丁一駿（張振朗飾）及女鬼雲柳芳（龔嘉欣飾）譜出一段淒美動人的人鬼戀故事。
此劇是2022年香港國際影視展推介劇集之一及2023 TVB年中節目巡禮八部劇集之一。台灣OTT由 KKTV、LiTV 線上影視、MyVideo 於2023年7月4日起，同步更新上架。北美TVB官方串流平台由TVBAnywhere North America 2023年7月4日起同步更新。

## 故事大綱
流行曲音樂人丁一駿不時被惡夢纏擾，及後捲入抄襲醜聞，遂搬到小村暫住兼散心。一駿無意間打開村屋內的大戲舊衣箱，放出花旦女鬼雲柳芳。柳芳本為九十年代的粵劇花旦，卻因意外離世。柳芳失去了生前的大部份記憶，一心只想尋回昔日意中人曲行雲。一駿為助柳芳了結心願，答應幫忙，一人一鬼於相處過程中互相扶持，漸生情愫……
怎料有人得悉柳芳鬼魂之事，惟恐她當年的死亡真相曝光，決定不擇手段亦要掩飾一切……

## 演員

### 主要演員
| 演員                            | 角色   | 暱稱／關係 |
| 張振朗                          | 丁一駿 | 阿駿、Ivan 流行曲音樂人 曲行雲之轉世 因打開戲班舊衣箱而將雲柳芳釋放 張皓晴之男友，於第7集分手 Eric之同行對手兼情敵 雲柳芳之好友，与其有感情線 於第1集被牽涉抄襲醜聞，後搬至大勝村，於第20集搬離大勝村 于第5集因云柳芳不满其隐瞒曲行云有家室而反目，后和好 于第9集意外受伤，后于第11集康复 于第16集阻止云柳芳以汤匙伤害方雪海 于第20集意外昏迷，后苏醒 於雲柳芳離開人世後遇到樣貌酷似雲柳芳之表演者 |
| 張振朗                          | 曲行雲 | 雲哥（雲柳芳專稱） 原名傅如流 廣州人 粵劇著名編劇 雲柳芳之舊戀人 丁一駿之前世 多次在云柳芳回忆中出现 于1993年被江昊羽殺害 |
| 蕭詠之（童年）                  | 雲柳芳 | 阿芳，芳姨(唐本山专称) 廣州人 女鬼，在丁一駿手錶響時隱藏或出現，只有丁一駿(第1集起)、呂智傑(第14集起)、方雪海、方浩东和阎小菲(第17集起)、叶敏敏(第19集起)能看見其 越秀劇團粵劇正印花旦（90年代） 生日于11月20日 於1993年被江昊羽於劇場打暈，並被其放入衣箱後放火，窒息而亡 被阎小菲间接害死 於死後29年來被困在戲班舊衣箱內 曲行雲之舊戀人，一直寻找其下落 丁一駿、吕智杰之好友 与丁一駿有感情線 于第1集因丁一駿而重獲自由 于第4集意外昏迷，后苏醒 于第5集因不满丁一骏隐瞒其曲行云有家室而反目，后和好 于第6集在酒吧里目擊张皓晴与Eric擁吻 于第16集企图以汤匙伤害方雪海，幸遭丁一骏及时阻止 於第20集完成心願，與丁一駿道別後離開人間 |
| 祝羡欣（少年）                  | 雲柳芳 | 阿芳，芳姨(唐本山专称) 廣州人 女鬼，在丁一駿手錶響時隱藏或出現，只有丁一駿(第1集起)、呂智傑(第14集起)、方雪海、方浩东和阎小菲(第17集起)、叶敏敏(第19集起)能看見其 越秀劇團粵劇正印花旦（90年代） 生日于11月20日 於1993年被江昊羽於劇場打暈，並被其放入衣箱後放火，窒息而亡 被阎小菲间接害死 於死後29年來被困在戲班舊衣箱內 曲行雲之舊戀人，一直寻找其下落 丁一駿、吕智杰之好友 与丁一駿有感情線 于第1集因丁一駿而重獲自由 于第4集意外昏迷，后苏醒 于第5集因不满丁一骏隐瞒其曲行云有家室而反目，后和好 于第6集在酒吧里目擊张皓晴与Eric擁吻 于第16集企图以汤匙伤害方雪海，幸遭丁一骏及时阻止 於第20集完成心願，與丁一駿道別後離開人間 |
| 龔嘉欣 （粵曲幕後代唱：林穎施） | 雲柳芳 | 阿芳，芳姨(唐本山专称) 廣州人 女鬼，在丁一駿手錶響時隱藏或出現，只有丁一駿(第1集起)、呂智傑(第14集起)、方雪海、方浩东和阎小菲(第17集起)、叶敏敏(第19集起)能看見其 越秀劇團粵劇正印花旦（90年代） 生日于11月20日 於1993年被江昊羽於劇場打暈，並被其放入衣箱後放火，窒息而亡 被阎小菲间接害死 於死後29年來被困在戲班舊衣箱內 曲行雲之舊戀人，一直寻找其下落 丁一駿、吕智杰之好友 与丁一駿有感情線 于第1集因丁一駿而重獲自由 于第4集意外昏迷，后苏醒 于第5集因不满丁一骏隐瞒其曲行云有家室而反目，后和好 于第6集在酒吧里目擊张皓晴与Eric擁吻 于第16集企图以汤匙伤害方雪海，幸遭丁一骏及时阻止 於第20集完成心願，與丁一駿道別後離開人間 |
| 劉穎鏇 （粵曲幕後代唱：林穎施） | 葉敏敏 | 戲班二幫花旦／兼職動作替身演員 方浩東之女友，因決定過檔玲瓏鳳之千鳥劇團而與對方於第12集分手，后於第19集復合並答應其求婚 呂智傑、閻若琳之好友 壓力大或不開心時會成為購物狂 |

### 展鴻圖／龍鳳陞戲班
| 演員                            | 角色   | 暱稱／關係 |
| 譚坤倫（青年）                  | 方雪海 | 廣州人 展鴻圖戲班班主兼文武生／龍鳳陞劇團顧問／大勝村村長 美蘭生前之夫 李惠卿之夫 方浩東之父 年輕時暗戀雲柳芳，後來向其告白，但卻被拒絕 起初反對方浩東發展戲班，後改變主意 擅長南派功夫 表面上与花劍秋針鋒相對，实则互相关心对方 |
| 李成昌                          | 方雪海 | 廣州人 展鴻圖戲班班主兼文武生／龍鳳陞劇團顧問／大勝村村長 美蘭生前之夫 李惠卿之夫 方浩東之父 年輕時暗戀雲柳芳，後來向其告白，但卻被拒絕 起初反對方浩東發展戲班，後改變主意 擅長南派功夫 表面上与花劍秋針鋒相對，实则互相关心对方 |
| 陳靖雲（青年）                  | 明     | 秋姐、秋姨、阿秋 艺名花剑秋 戲班刀馬旦／龍鳳陞劇團顧問／大勝村鄉公所職員 卓賢之母 呂國華之前妻 呂智傑之屋主兼養母 方浩東之師父 擅長北派功夫 表面上与方雪海針鋒相對，实则互相关心对方 周允生前唯一的好友                          |
| 謝雪心                          | 明     | 秋姐、秋姨、阿秋 艺名花剑秋 戲班刀馬旦／龍鳳陞劇團顧問／大勝村鄉公所職員 卓賢之母 呂國華之前妻 呂智傑之屋主兼養母 方浩東之師父 擅長北派功夫 表面上与方雪海針鋒相對，实则互相关心对方 周允生前唯一的好友                          |
| 阮浩棕 （粵曲幕後代唱：黄智毅） | 方浩東 | 展鴻圖戲班文武生／龍鳳陞劇團班主兼創辦人／方東記自僱貨車司機 方雪海、美蘭之子 李惠卿之繼子 葉敏敏之男友，因不滿對方決定調職玲瓏鳳之千鳥劇團而於第12集分手，后於第19集復合並向其求婚成功 呂智傑、閻若琳之好友 于明之徒弟 對蝦類敏感 |
| 胡俊軒（童年）                  | 呂智傑 | 傑仔 戲班樂師／方東記自僱貨車司機 自小擁有陰陽眼，能看到鬼魂，戴上項鍊後可關閉陰陽眼 喜歡靈探 魏惠文之子 明之養子 閻若琳之好友兼暗戀對象，後為其男友 云柳芳、方浩東、葉敏敏之好友                                                |
| 吳子冲                          | 呂智傑 | 傑仔 戲班樂師／方東記自僱貨車司機 自小擁有陰陽眼，能看到鬼魂，戴上項鍊後可關閉陰陽眼 喜歡靈探 魏惠文之子 明之養子 閻若琳之好友兼暗戀對象，後為其男友 云柳芳、方浩東、葉敏敏之好友                                                |
| 阮嘉敏                          | 閻若琳 | 廣州人 負責戲班衣箱 閻小菲之女 呂智傑之好友，並暗戀其，後為其女友 方浩東、葉敏敏之好友 |
| 李 岡                           | 老 趙  | 樂師 |
| 陳勉良                          | 九 叔  | 樂師 |

### 其他演員
| 演員           | 角色                   | 暱稱／關係 |
| 蔚雨芯         | 張皓晴                 | Karen 電台音樂節目DJ 丁一駿之女友，于第7集分手 于第7集被丁一骏得知其与Eric因醉酒而发生關係 於第8集離開香港 |
| 丁樂鍶（青年） | 李惠卿                 | 卿姨 大勝士多老闆娘 方雪海之填房 方浩東之繼母 被美蘭託付照顧方雪海父子 |
| 江欣燕         | 李惠卿                 | 卿姨 大勝士多老闆娘 方雪海之填房 方浩東之繼母 被美蘭託付照顧方雪海父子 |
| 羅永健（青年） | 閻小菲                 | 廣州人 香枝鋪老闆 閻若琳之父 于1993年在广州的剧场里烧纸钱，其後被江志強（江昊羽）借此引起火灾 以為是自己意外害死云柳芳，並為此自責多年 间接害死云柳芳 |
| 魯振順         | 閻小菲                 | 廣州人 香枝鋪老闆 閻若琳之父 于1993年在广州的剧场里烧纸钱，其後被江志強（江昊羽）借此引起火灾 以為是自己意外害死云柳芳，並為此自責多年 间接害死云柳芳 |
| 李日朗         | 杜承恩                 | Eric 著名歌手 丁一駿之同行對手兼情敵 于第6集提及到因醉酒而與張皓晴發生關係，后在听到丁一骏发给张皓晴的歌曲后威胁张皓晴将歌曲给他，否則告知丁一骏其与张皓晴发生关系，后誣陷丁一駿抄襲，令其被公司封杀 於第8集被葉敏敏設局錄音並上載至互聯網，自揭抄襲丁一駿歌曲並誣告其，令其身敗名裂 |
| 江富強         | 陳達威                 | 大勝村村民 |
| 張韡騰         | 張家球                 | 大勝村村民 |
| 李啟傑         | 余子軒                 | 大勝村村民 |
| 朱斐斐（青年） | 關師奶                 | 大勝村村民 |
| 劉桂芳         | 關師奶                 | 大勝村村民 |
| 黃梓瑋         | 玉                     | 大勝村村民 |
| 羅毓儀         | 周 允                  | 大勝村村民／學生（90年代） 已去世 周啟強之女，後到廣州戲班學藝，並借機與其脫離關係 與眾村民（花劍秋除外）為敵 迷戀方雪海，認定是雲柳芳搶走其 於第14集登場 |
| 吳香倫         | 玲瓏鳳                 | 花旦 花劍秋之契姐 賞識葉敏敏 於第9集登場 |
| 陳俊堅（青年） | 江昊羽                 | 廣州人 廣州戲班成員（90年代）／玄學師傅 原名江志強 方雪海之師弟 於第17集登場（2020年代），此前僅出現在90年代戲班舊照片上 於1993年殺害曲行雲及雲柳芳 於第20集被揭發是殺害曲行雲及雲柳芳的兇手 與丁一駿爭執期間企圖殺害丁一駿，後被雲柳芳推開，最後被纓槍刺穿身體而死亡                |
| 吳瑞庭         | 江昊羽                 | 廣州人 廣州戲班成員（90年代）／玄學師傅 原名江志強 方雪海之師弟 於第17集登場（2020年代），此前僅出現在90年代戲班舊照片上 於1993年殺害曲行雲及雲柳芳 於第20集被揭發是殺害曲行雲及雲柳芳的兇手 與丁一駿爭執期間企圖殺害丁一駿，後被雲柳芳推開，最後被纓槍刺穿身體而死亡                |
| 文竣瑋         | 何耀豪                 | 中學生 「龍鳳陞劇團」學員 |
| 黎瑞業         | 范致遠                 | 中學生 「龍鳳陞劇團」學員 |
| 郭海楓         | 胡景朗                 | 中學生 「龍鳳陞劇團」學員 |
| 楊凱博         | 榮                     | 華之兄 「龍鳳陞劇團」學員 |
| 歐陽敬賢       | 華                     | 榮之弟 「龍鳳陞劇團」學員 |
| 劉芷玲         | 麗                     | 「龍鳳陞劇團」學員 曲行雲好友之孫女 一度被雲柳芳以為是曲行雲之孫女 於第7集麗的爺爺交代了因麗父非常喜歡曲行雲，讓麗誤認成曲行雲是她爺爺 |
| 衛志豪         | Ken                    | 丁一駿之經理人 |
| 李漫芬         |                        | 唐本山之妻 麗之母 |
| 曾海昌         |                        | 西洋拳教練（第1集） |
| 唐嘉麟         |                        | 記者（第1－2集） |
| 蕭文諾         |                        | 主持（第1集） |
| 曾慧雲         |                        | 大勝村村民（第1、10－11、13－14、19－20集） |
| 梁珈詠         |                        | 大勝村村民（第1、10－11、13－14、19－20集） |
| 蘇麗明         |                        | 大勝村村民（第1、14集） |
| 陳嘉俊         | 嘉 俊                  | Eric之助手（第2、5－6集） |
| 黃子桐         | 小 風                  | 電台音樂節目DJ 張皓晴之同事（第2－3、8集） |
| 霍健邦         |                        | 導演（第2、8－9集） |
| 邵卓堯         |                        | 武指（第2、8－9集） |
| 鄧美欣         |                        | 演員（第2、7集） |
| 鄧美欣         | 食客（第10集）         | |
| 鄧美欣         | 村民（第11集）         | |
| 陳榮峻         | 明忠叔                 | 編輯 退休後患有腦退化症（第2集） |
| 葉凱茵         |                        | 榮、華之母（第3、9集） |
| 鍾志光         |                        | 主持（第3集） |
| 阮政峰         |                        | 主持（第3集） |
| 魏惠文         |                        | 呂智傑之亡父 為呂智傑求到護身頸鏈，讓其不受靈體影響（第3、15集） |
| 黃建東         |                        | 音樂總監（第4－5集） |
| 葉衍佑         |                        | 速遞員（第4集） |
| 葉衍佑         | 侍應（第10集）         | |
| 葉衍佑         | 同學（第15－16集）     | |
| 林家樂         |                        | 速遞員（第4集） |
| 林家樂         | 同學（第15－16集）     | |
| 廖家爵         |                        | 乘客（第4集） |
| 廖家爵         | 攝影師（第11集）       | |
| 廖家爵         | 觀眾（第20集）         | |
| 葉進康         |                        | 乘客（第4集） |
| 葉進康         | 侍應（第9集）          | |
| 葉進康         | 觀眾（第20集）         | |
| 李海生         | 才                     | 戲服裁縫（第5集） |
| 劉展霆         |                        | 學生（第5－6集） |
| 何沛珈         |                        | 記者（第5集） |
| 伍禮騫         |                        | 攝影師（第5集） |
| 曹銦玲         |                        | 售貨員（第5集） |
| 吳洛汶         |                        | 售貨員（第5集） |
| 吳洛汶         | 村民（第11、16集）     | |
| 吳洛汶         | 食客（第15集）         | |
| 湯之欣         |                        | 售貨員（第6集） |
| 何晉樂         |                        | 侍應（第6集） |
| 何晉樂         | 觀眾（第20集）         | |
| 鄒兆霆         |                        | 侍應（第6集） |
| 鄒兆霆         | 村民（第11集）         | |
| 梁敏巧         |                        | 唱片公司職員（第6、20集） |
| 張詩欣         |                        | 唱片公司職員（第6、20集） |
| 李鉅峰         |                        | 唱片公司職員（第6、20集） |
| 吳綺珊         |                        | 唱片公司職員（第6、20集） |
| 黎寬怡         |                        | 酒吧客人（第6集） |
| 黎寬怡         | 唱片公司職員（第20集） | |
| 吳展驊         |                        | 酒吧客人（第6集） |
| 吳展驊         | 唱片公司職員（第20集） | |
| 李顯曜         |                        | 酒吧客人（第6集） |
| 劉天龍（青年） |                        | 廣州人 唐本山之父 麗之祖父 曲行雲之好友（第7－8、13集） |
| 蔡國慶         |                        | 廣州人 唐本山之父 麗之祖父 曲行雲之好友（第7－8、13集） |
| 孖 八          |                        | 食客（第7、9－10、15、19集） |
| 鄔嘉駿         |                        | 演員（第7－9集） |
| 鄔嘉駿         | 食客（第10集）         | |
| 馮顯藝         |                        | 演員（第7、9集） |
| 黃潤成         |                        | 記者（第7集） |
| 關楓馨         |                        | 記者（第7集） |
| 譚淑瑩         | 洪碧心                 | 心姐 歌星 Eric演唱會之嘉賓（第7集） |
| 許思敏         |                        | 老人院舍清潔姐姐（第7集） |
| 蘇恩磁         |                        | 富婆 Eric之契媽（第8集） |
| 黃一鳴         |                        | 神秘人（第8集） |
| 黃一鳴         | 侍應（第11集）         | |
| 黃一鳴         | 村民（第16集）         | |
| 黎文傑         |                        | 副導（第8－9集） |
| 黎文傑         | 觀眾（第20集）         | |
| 蔡尚晉         |                        | 演員（第8－9集） |
| 莫偉文         |                        | 老闆（第9集） |
| 劉家聰         |                        | 何耀豪之父（第9、20集） |
| 劉家聰         | 食客（第10集）         | |
| 崔錦棠         |                        | 榮、華之父（第9、20集） |
| 李天縱         |                        | 范致遠之母（第9集） |
| 潘冠霖         |                        | 何耀豪之母（第9、20集） |
| 羅 鴻          |                        | 胡景朗之父（第9、20集） |
| 鬼 塚          |                        | 店主（第9、12集） |
| 周麗欣         | 美 蘭                  | 方雪海之元配妻子 方浩東之生母 已於多年前因病去世（第10集） |
| 鄧永健         | 呂卓賢                 | 呂國華、于明之子（第10－11集） |
| 吳佩隆         |                        | 主持（第10集） |
| 蕭麗芠         |                        | 侍應（第10集） |
| 蕭麗芠         | 村民（第11、16集）     | |
| 羅泳嫻         |                        | 食客（第10集） |
| 章景恆         |                        | 食客（第10集） |
| 曾文心         |                        | 食客（第10集） |
| 曾文心         | 文 心                  | 職員（第18集） |
| 李紹堅         |                        | 食客（第10集） |
| 李紹堅         | 周允之堂兄（第15集）   | |
| 嘉 駿          |                        | 食客（第10集） |
| 嘉 駿          | 村民（第11集）         | |
| 羅雪妍         |                        | 母親（第10集） |
| 王致狄（青年） | 呂國華                 | 展鴻圖戲班前班主 于明之前夫 呂卓賢之父（第11集） |
| 黃煒溏         |                        | 醉漢（第11集） |
| 杜大偉         | 偉                     | 金融從業員 閻若琳之相親對象（第11集） |
| 陳煒迪         |                        | 村民（第11集） |
| 周嘉全         |                        | 年輕人（第12集） |
| 蔡國威         | 唐本山                 | Liu Liu仔 廣州人 麗之父 曲行雲之乾兒子 向麗訛稱曲行雲是其祖父 因欠債失蹤多年（第13、20集） |
| 李嘉晉         |                        | 男朋友（第13集） |
| 李嘉晉         | 觀眾（第20集）         | |
| 李善           |                        | 業主兒子（第13－14集） |
| 煒 烈          |                        | 曲行雲之舊居業主（第13－14集） |
| 陳善渝         | 虹                     | 內地戲班成員，反串文武生 玲瓏鳳之學生 葉敏敏之拍檔（第14、18集） |
| 蕭徽勇         | 周啟強                 | 大勝村村長（90年代） 周允之父，後與其脫離關係 李紹堅之二叔（第15集） |
| 黃瀅仴         |                        | 食客（第15集） |
| 陳戩浩         |                        | 同學（第15－16集） |
| 冼子筠         |                        | 同學（第15－16集） |
| 冼子筠         | 江昊羽之秘書（第17集） | |
| 謝恩靈         |                        | 和音（第20集） |
| 李梓謙         |                        | 和音（第20集） |
| 關浩揚         |                        | 主持（第20集） |

## 歌曲
| 類別   | 歌曲           | 作曲   | 填詞   | 編曲       | 監製   | 原唱   | 主唱           |
| 主題曲 | 《和你有些》   | 劉易昇 | 張楚翹 | 劉易昇     | 劉易昇 | 伍富橋 | 伍富橋         |
| 插曲   | 《似夢迷離》   | 林子祥 | 潘偉源 | Johnny Yim | 劉易昇 | 林子祥 | 張振朗、潘靜文 |
| 插曲   | 《白金升降機》 | 鮑比達 | 林振強 | Freddie Lo | 劉易昇 | 陳潔靈 | 詹天文         |

## 彩蛋

#### 未解開的謎題
焗死雲柳芳的衣箱明明被閻小菲掉下湖裡，為什麼會在丁一駿的家裡出現？難道那個湖是珠江？
麗的祖父說曲行雲把Walkman交給他去修理，但是曲行雲卻在臨死前用Walkman來錄音。

## 記事
- 2022年6月24日：此劇舉行拜神儀式。
- 2022年7月2日：此劇女主角龔嘉欣確診新冠肺炎，監製王偉仁表示劇組會停工兩至三日。[5][6]
- 2022年7月24日：龔嘉欣在康復後已復工。
- 2022年9月21日：此劇殺青。
- 2022年9月28日：此劇演員阮浩棕先前感染新冠肺炎，於9月28日完成補拍。[7]
- 2023年6月27日：此劇於觀塘協和街33號裕民坊L1中庭舉行「你好，芳魂！」宣傳活動。[8]
- 2023年7月3日：此劇於紅磡都會道6-10號置富都會7樓大堂舉行「今晚開鑼」宣傳活動。[9]
- 2023年7月11日：此劇於尖沙咀彌敦道100號The One UG2中庭舉行「穿越愛人」宣傳活動。[10]
- 2023年7月24日：此劇於紅磡都會道6-10號置富都會7樓大堂舉行「誰是兇手」宣傳活動。[11]

## 收視

### 每周收視列表
| 集數   | 日期                   | 电视平均直播收視率 | 跨平台直播最高收視率 | 備註 |
| 01－05 | 2023年7月3日－7月7日   | 19.2點             | 21.7點               |      |
| 06－10 | 2023年7月10日－7月14日 | 18.7點             | 20.6點               |      |
| 11－15 | 2023年7月17日－7月21日 | 19.6點             | 23.8點               |      |
| 16－20 | 2023年7月24日－7月28日 | 20.1點             | 22.4點               |      |
| 全劇   | 全劇                   | 19.4點             | 23.8點               |      |

## 軼事
- 此劇「雲柳芳」一角原定由李佳芯飾演，後因健康原因而辭演，后改由龔嘉欣飾演。[4]

## 獎項
| 年份 | 頒獎典禮             | 獎項                    | 入圍者                           | 結果 |
| ---- | -------------------- | ----------------------- | -------------------------------- | ---- |
| 2023 | 2023亞洲影藝創意大獎 | 最佳喜劇節目            | 《靈戲逼人》                     | 獲獎 |
| 2024 | 萬千星輝頒獎典禮2023 | 最佳劇集                | 《靈戲逼人》                     | 提名 |
| 2024 | 萬千星輝頒獎典禮2023 | 最佳男主角              | 張振朗                           | 提名 |
| 2024 | 萬千星輝頒獎典禮2023 | 最佳男主角              | 阮浩棕                           | 提名 |
| 2024 | 萬千星輝頒獎典禮2023 | 最佳女主角              | 龔嘉欣                           | 提名 |
| 2024 | 萬千星輝頒獎典禮2023 | 最佳男配角              | 吳子冲                           | 提名 |
| 2024 | 萬千星輝頒獎典禮2023 | 最佳男配角              | 李成昌                           | 提名 |
| 2024 | 萬千星輝頒獎典禮2023 | 最佳女配角              | 劉穎鏇                           | 提名 |
| 2024 | 萬千星輝頒獎典禮2023 | 最佳女配角              | 江欣燕                           | 提名 |
| 2024 | 萬千星輝頒獎典禮2023 | 最佳女配角              | 謝雪心                           | 提名 |
| 2024 | 萬千星輝頒獎典禮2023 | 飛躍進步男藝員          | 阮浩棕                           | 提名 |
| 2024 | 萬千星輝頒獎典禮2023 | 飛躍進步女藝員          | 劉穎鏇                           | 獲獎 |
| 2024 | 萬千星輝頒獎典禮2023 | 飛躍進步女藝員          | 羅毓儀                           | 提名 |
| 2024 | 萬千星輝頒獎典禮2023 | 最佳電視歌曲            | 和你有些（主唱：伍富橋）         | 提名 |
| 2024 | 萬千星輝頒獎典禮2023 | 最佳電視歌曲            | 似夢迷離（主唱：張振朗、潘靜文） | 提名 |
| 2024 | 萬千星輝頒獎典禮2023 | 最佳電視歌曲            | 白金升降機（主唱：詹天文）       | 提名 |
| 2024 | 萬千星輝頒獎典禮2023 | 大灣區最喜愛TVB劇集     | 《靈戲逼人》                     | 提名 |
| 2024 | 萬千星輝頒獎典禮2023 | 大灣區最喜愛TVB男主角   | 張振朗                           | 提名 |
| 2024 | 萬千星輝頒獎典禮2023 | 大灣區最喜愛TVB女主角   | 龔嘉欣                           | 提名 |
| 2024 | 萬千星輝頒獎典禮2023 | 馬來西亞最喜愛TVB劇集   | 《靈戲逼人》                     | 提名 |
| 2024 | 萬千星輝頒獎典禮2023 | 馬來西亞最喜愛TVB男主角 | 張振朗                           | 提名 |

## 外部連結
- 《靈戲逼人》人鬼情未了 - TVB Weekly （页面存档备份，存于）
- 《靈戲逼人》跨越時空 共譜人鬼戀 - TVB Weekly （页面存档备份，存于）
- 豆瓣电影上《靈戲逼人》的資料 （简体中文）
- 《靈戲逼人》北美官方TVB網上串流平台 免費點播！  （页面存档备份，存于）

## 電視節目的變遷
| 香港 無綫電視翡翠台 星期一至五 20:30 - 21:30 | 香港 無綫電視翡翠台 星期一至五 20:30 - 21:30 | 香港 無綫電視翡翠台 星期一至五 20:30 - 21:30 |
| -------------------------------------------- | -------------------------------------------- | -------------------------------------------- |
|                                              | 靈戲逼人 （2023年7月3日－2023年7月28日）     |                                              |
| 隱門 （2023年5月29日－2023年6月30日）        | 破毒強人 （2023年7月31日－2023年9月8日）     |                                              |

| 马来西亚 Astro AOD、翡翠台 星期一至五 20:30－21:30 | 马来西亚 Astro AOD、翡翠台 星期一至五 20:30－21:30 | 马来西亚 Astro AOD、翡翠台 星期一至五 20:30－21:30 |
| -------------------------------------------------- | -------------------------------------------------- | -------------------------------------------------- |
|                                                    | 靈戲逼人 （2023年7月3日－2023年7月28日）           |                                                    |
| 隱門 （2023年5月29日－2023年6月30日）              | 破毒強人 （2023年7月31日－2023年9月8日）           |                                                    |

| 新加坡 翡翠台 星期一至五 20:30－21:30 | 新加坡 翡翠台 星期一至五 20:30－21:30    | 新加坡 翡翠台 星期一至五 20:30－21:30 |
| ------------------------------------- | ---------------------------------------- | ------------------------------------- |
|                                       | 靈戲逼人 （2023年7月3日－2023年7月28日） |                                       |
| 隱門 （2023年5月29日－2023年6月30日） | 破毒強人 （2023年7月31日－2023年9月8日） |                                       |

| 美国 TVB1 星期一至五 黃金劇場 東岸時間 20:00－21:00 | 美国 TVB1 星期一至五 黃金劇場 東岸時間 20:00－21:00 | 美国 TVB1 星期一至五 黃金劇場 東岸時間 20:00－21:00 |
| --------------------------------------------------- | --------------------------------------------------- | --------------------------------------------------- |
|                                                     | 靈戲逼人 （2023年7月3日－2023年7月28日）            |                                                     |
| 隱門 （2023年5月29日－2023年6月30日）               | 破毒強人 （2023年7月31日－2023年9月8日）            |                                                     |

| 加拿大 新時代電視2高清台 西岸時間／溫哥華 星期一至五 16:30－17:30 | 加拿大 新時代電視2高清台 西岸時間／溫哥華 星期一至五 16:30－17:30 | 加拿大 新時代電視2高清台 西岸時間／溫哥華 星期一至五 16:30－17:30 |
| ----------------------------------------------------------------- | ----------------------------------------------------------------- | ----------------------------------------------------------------- |
|                                                                   | 靈戲逼人 （2023年7月3日－2023年7月28日）                          |                                                                   |
| 隱門 （2023年5月29日－2023年6月30日）                             | 破毒強人 （2023年7月31日－2023年9月8日）                          |                                                                   |
| 東岸時間／多倫多 星期一至五 19:30－20:30                          |                                                                   |                                                                   |
| 隱門 （2023年5月29日－2023年6月30日）                             | 靈戲逼人 （2023年7月3日－2023年7月28日）                          | 破毒強人 （2023年7月31日－2023年9月8日）                          |

| 翡翠台香港時區 星期一至五 20:30－21:30 | 翡翠台香港時區 星期一至五 20:30－21:30   | 翡翠台香港時區 星期一至五 20:30－21:30 |
| -------------------------------------- | ---------------------------------------- | -------------------------------------- |
|                                        | 靈戲逼人 （2023年7月3日－2023年7月28日） |                                        |
| 隱門 （2023年5月29日－2023年6月30日）  | 破毒強人 （2023年7月31日－2023年9月8日） |                                        |

| 翡翠台 星期二至六 20:30－21:30       | 翡翠台 星期二至六 20:30－21:30           | 翡翠台 星期二至六 20:30－21:30 |
| ------------------------------------ | ---------------------------------------- | ------------------------------ |
|                                      | 靈戲逼人 （2023年7月4日－2023年7月29日） |                                |
| 隱門 （2023年5月30日－2023年7月1日） | 破毒強人 （2023年8月1日－2023年9月9日）  |                                |

| 新加坡 e樂 星期一至五 20:00 - 20:50    | 新加坡 e樂 星期一至五 20:00 - 20:50         | 新加坡 e樂 星期一至五 20:00 - 20:50 |
| -------------------------------------- | ------------------------------------------- | ----------------------------------- |
|                                        | 靈戲逼人 （2023年10月23日－2023年11月18日） |                                     |
| 隱門 （2023年9月18日－2023年10月20日） | —                                           |                                     |

| 新加坡 HUB娛家戲劇台 星期一至五 19:00－20:00 | 新加坡 HUB娛家戲劇台 星期一至五 19:00－20:00 | 新加坡 HUB娛家戲劇台 星期一至五 19:00－20:00 |
| -------------------------------------------- | -------------------------------------------- | -------------------------------------------- |
|                                              | 靈戲逼人 （2024年1月1日－2024年1月26日）     |                                              |
| 隱門 （2023年11月27日－2023年12月29日）      | 破毒強人 （2024年1月29日－2024年3月8日）     |                                              |

| 马来西亚 八度空间 TVB之最 星期一至五 19:00-19:58 | 马来西亚 八度空间 TVB之最 星期一至五 19:00-19:58 | 马来西亚 八度空间 TVB之最 星期一至五 19:00-19:58 |
| ------------------------------------------------ | ------------------------------------------------ | ------------------------------------------------ |
|                                                  | 灵戏逼人 （2024年7月12日－2024年8月8日）         |                                                  |
| 隐门 （2024年6月7日－2024年7月11日）             | 新闻女王 （2024年8月9日－2024年9月13日）         |                                                  |